# Историческая реальность
Историческая реальность (англ. Historical reality) — сложное понятие, которое может рассматриваться с позиции исторической науки, философии, социологии и психологии.
Историческая реальность в позитивистской парадигме может рассматриваться через понятие объективной реальности, что позволяет подчёркивать существование прошлого до сознания субъекта исторического познания, и не позволять разделять историческую действительность и историческую реальность. В неклассической исторической науке утверждается, что всё то, что принадлежит миру исторической действительности, становится миром исторической реальности. Значительная часть прошлого не оставила «считываемых следов», а доступной для познания исторической реальностью является лишь трансцендентальное прошлое, которое оставило информационные и материальные следы, служащие основой реконструкции. Реконструкция исторической действительности через «следы-посредники» в историческом сознании различных субъектов исторического познания сопровождается производством разных картин исторической реальности как репрезентаций «мира истории». Именно эти реконструкции-репрезентации в значительной степени замещают историческую действительность.